# Louis de Cassaignoles
Louis de Cassaignoles, né le 6 septembre 1753 à Vic-Fezensac (Gers) et mort le 25 août 1838 à Vic-Fezensac, est un homme politique et magistrat français.

## Biographie
Emprisonné comme suspect sous la Révolution, il est libéré après le 9 thermidor. Membre du directoire du département du Gers, juge au tribunal d'Auch, puis à Agen, il est premier président de la cour d'appel de Nîmes. 
Il est député du Gers de 1816 à 1820 et de 1822 à 1824 et député de l'Ardèche de 1828 à 1831, siégeant dans l'opposition. Il est l'un des signataires de l'adresse des 221. Il est pair de France de 1833 jusqu'à sa mort en 1838.

## Sources bibliographiques
- « Louis de Cassaignoles », dans Adolphe Robert et Gaston Cougny, Dictionnaire des parlementaires français, Edgar Bourloton, 1889-1891 [détail de l’édition]